# David Landštof
David Landštof (* 28. června 1983, Praha, Bubeneč) je český bubeník. Spolupracuje s mnoha hudebníky, hlavně z folkové a popové oblasti. Vystupuje či vystupoval s Ivanem Hlasem, Lenkou Dusilovou, Radůzou (koncertní album Ocelový město, 2012), britským zpěvákem Jamesem Harriesem, Xindlem X, Ivánem Gutiérrezem, Justinem Lavashem, Petrem Linhartem, Oskarem Petrem, kapelami Garcia či Druhá tráva. Koncertuje s kapelou Slza. V několika projektech spolupracoval s kytaristou Josefem Štěpánkem. Spolupracuje s Vladimírem Mertou, Wabi Daňkem (kapela Ďáblovo stádo), UDG, Sestrami Steinovými a mnohými dalšími. V roce 2013 vydal album s kapelou Tommy Indian.
Je vlastníkem hudebního vydavatelství Tranzistor. Opravuje kulturní památku Stará škola Křižany, kde pořádá i kulturní akce.

## Alba
- Sestry Steinovy: Jen děcko se bojí, 2006
- Druhá tráva: Marcipán z Toleda, 2011
- Druhá tráva: Shuttle To Bethlehem, 2011
- Radůza: Ocelový město, 2012
- Petr Linhart: Rozhledna, 2015